# MicF RNA
micF RNA是最早发现的細菌小RNA（sRNA，一类非编码RNA），1984年在大腸桿菌（Escherichia coli）中发现，长93nt，可抑制细菌外膜孔蛋白ompF的mRNA翻译。